# Stazione di Vertoiba
La stazione di Vertoiba (in sloveno Vrtojba) è una stazione ferroviaria posta sulla linea Nova Gorica-Gorizia; serve l'omonimo centro abitato.

## Storia
Il 10 maggio 1928 venne collegata alle stazioni di Gorizia Montesanto e Valvolciana da due binari indipendenti, paralleli alla linea Piedicolle-Trieste.